# Чадыр-Лунгский овраг
Чадыр-Лунгский овраг (молд. Râpele de la Ceadîr-Lunga) — памятник природы, расположенный в восточной части муниципалитета Чадыр-Лунга (лесной обход Чадыр-Лунга, участок 86). Занимает площадь 10 га или 45,35 га по некоторым последним оценкам. Объектом управляет лесохозяйственное предприятие «Сильва-Суд».

## Описание
Овраг, расположенный в восточной части муниципалитета Чадыр-Лунга, в общем имеет однородную геологическую структуру, согласно исследованиям, опубликованным геологом И. Суховым в 1976 году. Открыты отложения нескольких геологических подразделений верхнего миоцена, плиоцена и плейстоцена, включая понтийские пески, темно-буро-красные этульские глины с гипсовыми друзами, среднекиммерийскую кору перемен. Под последним обнаружены линзы вулканического пепла толщиной до 15 см. Остатков ископаемой фауны не обнаружено, за исключением некоторых фрагментов раковин неизвестных моллюсков.

## Охранный статус
Постановлением Совета Министров Молдавской ССР от 08.01.1975 г. № 5 объект взят под охрану государства. Охранный статус подтвержден Законом № 1538 от 25 февраля 1998 года о фонде охраняемых государством природных территорий. Землевладельцем памятника природы к моменту публикации закона 1998 года было Кагулское государственное лесное хозяйство, между тем превращенное в лесохозяйственное предприятие «Сильва-Суд».
Геолого-палеонтологическое обнажение является знаковым в изучении плиоцена на территории Республики Молдова. Объект употребляется геологами и палеонтологами для установления стратиграфических и палеографических корреляций.
На 2016 год заповедная территория не имеет информационной доски, её границы не определены.